# Флаг Тяжинского муниципального округа
Флаг муниципального образования Тяжи́нский муниципальный округ Кемеровской области – Кузбасса Российской Федерации — опознавательно-правовой знак, служащий наряду с гербом Тяжинского муниципального округа официальным символом муниципального образования.
Ныне действующий флаг утверждён решением Совета народных депутатов Тяжинского муниципального округа 29 октября 2020 года № 142 и внесён в Государственный геральдический регистр Российской Федерации.

## Описание
Описание флага:
Красное полотнище с отношением ширины к длине 2:3, несущее у древка зелёный треугольник в 2/3 длины полотнища, прилегающий своими углами к углам полотнища у древка, а нижней стороной к нижней части полотнища. Со смещением к древку на полотнище воспроизведена жёлтым и белым цветами композиция из лежащего поверх границы треугольника и красной части меча, скрещённых с ним линий, косо пересекающих полотнище, и переплетённого с ними венка из колосьев и лавра.

## Символика
Обоснование символики флага:
Меч и венок, лежащие в зелёно-красном поле, символизируют собой славу местных жителей на хлебной ниве и ратном поле. Меч, кроме того, указывает на Н. И. Масалова, героический поступок которого запечатлён в монументе Воину-освободителю в Трептов-парке г. Берлина.
Двойная перевязь — знак автомобильной дороги и Транссибирской магистрали, играющих важную роль в жизни округа.